# Dick Eve
Dick Eve   (Parramatta, 19 de març de 1901 - Concord, 13 de març de 1970) va ser un saltador australià que va competir durant la dècada de 1920.
El 1924 va prendre part en els Jocs Olímpics de París, on va disputar dues proves del programa de salts. En la competició de palanca alta va guanyar la medalla d'or, aconseguint d'aquesta manera la primera medalla d'or per a un saltador australià en uns Jocs. En la prova del trampolí de 3 metres fou cinquè.